# Chilobrachys hardwicki
Chilobrachys hardwicki är en spindelart som först beskrevs av Pocock 1895.  Chilobrachys hardwicki ingår i släktet Chilobrachys och familjen fågelspindlar. IUCN kategoriserar arten globalt som livskraftig. Inga underarter finns listade i Catalogue of Life.